# ملاعق جبيل البرونزية
الملاعق البرونزية الجبيلية هي عدد من الملاعق البرونزية التي عثر عليها في جبيل، اثنان منها منقوشتان. يحتوي أحدهما على نقش فينيقي (يُعرف باسم ملعقة أزاربال أو KAI 3 أو TSSI III 1) ويحتوي الآخر على نقش في المقاطع الجبيلية.
نشرت في كتاب موريس دوناند "حفريات جبيل" (المجلد الأول، 1926-1932، الأرقام 1125 و2334، الصفحة الثانية والثلاثون).

## الملاعق
الملاعق المكتشفة في المجلد الأول لدوناند حفريات جبيل هي كما يلي:

### النقش
(ملعقة الأزربال) 1125 ملعقة برونزية كبيرة ذات ساق قصير (9.5 × 5.6 سم). عليها نقش فينيقي مكون من ستة أسطر على جانب واحد. وعلى الجانب الآخر، بعض علامات اختبار الإزميل. نُشرت بشكل منفصل في عام 1938 تحت عنوان: ملعقة برونزية عليها كتابات فينيقية من القرن الثالث عشر (التي يرجع تاريخها الآن إلى القرن العاشر). نص النقش:
| (1) | [...]Y L'ZRB'L  | [...] طه أذربئل            |
| (2) | TŠ'M Š<Q>LM KSP | تسعون شيقلاً من الفضة.      |
| (3) | NŠBT 'M NḤL     | دعونا نشارك. إذا كنت وارث- |
| (4) | TNḤL MGŠTK      | (احصل عليها)، نصيبك        |
| (5) | 'LK WMGŠT       | سيكون لك ونصيبي            |
| (6) | 'LY             | يجب أن يكون لي.            |
- 2334. ملعقة برونزية (7×4.5سم)، شبيهة برقم. 1125. منقوشة في المقطع الجبيل. ويبدو أن الخطوط العمودية تفصل بين الكلمات، كما هو الحال في النقوش الفينيقية القديمة.

### غير مسجل
- 1345 ملعقة برونزية صغيرة (6.5 × 1.5 ملم)، مدمرة بشدة
- 2333 ملعقة برونزية ( 10.5 × 4.4 سم ) شبيهة رقم . 1125 لكن بدون نقش
- 3227. ملعقة مثلثة ضيقة (8×2 سم) من البرونز
- 3313 ملعقة برونزية (7.7×2.6 سم) ذات ساق مربعة